# East Side Access

Panoramica del diagramma dell'ubicazione dei lavori sul percorso della metropolitana East Side Access a New York City.

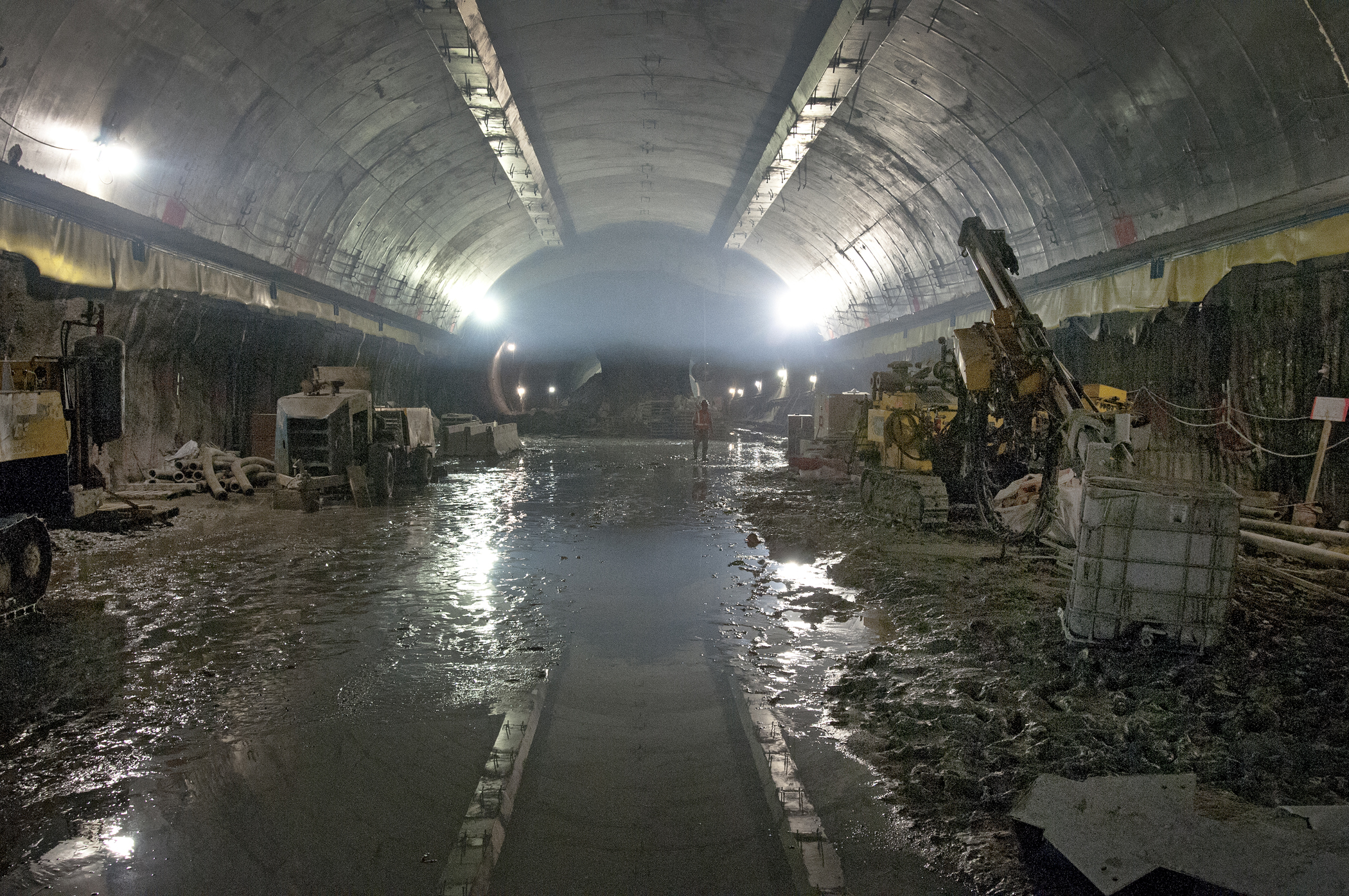
I progressi fatti alla caverna della stazione di Manhattan nel gennaio 2012

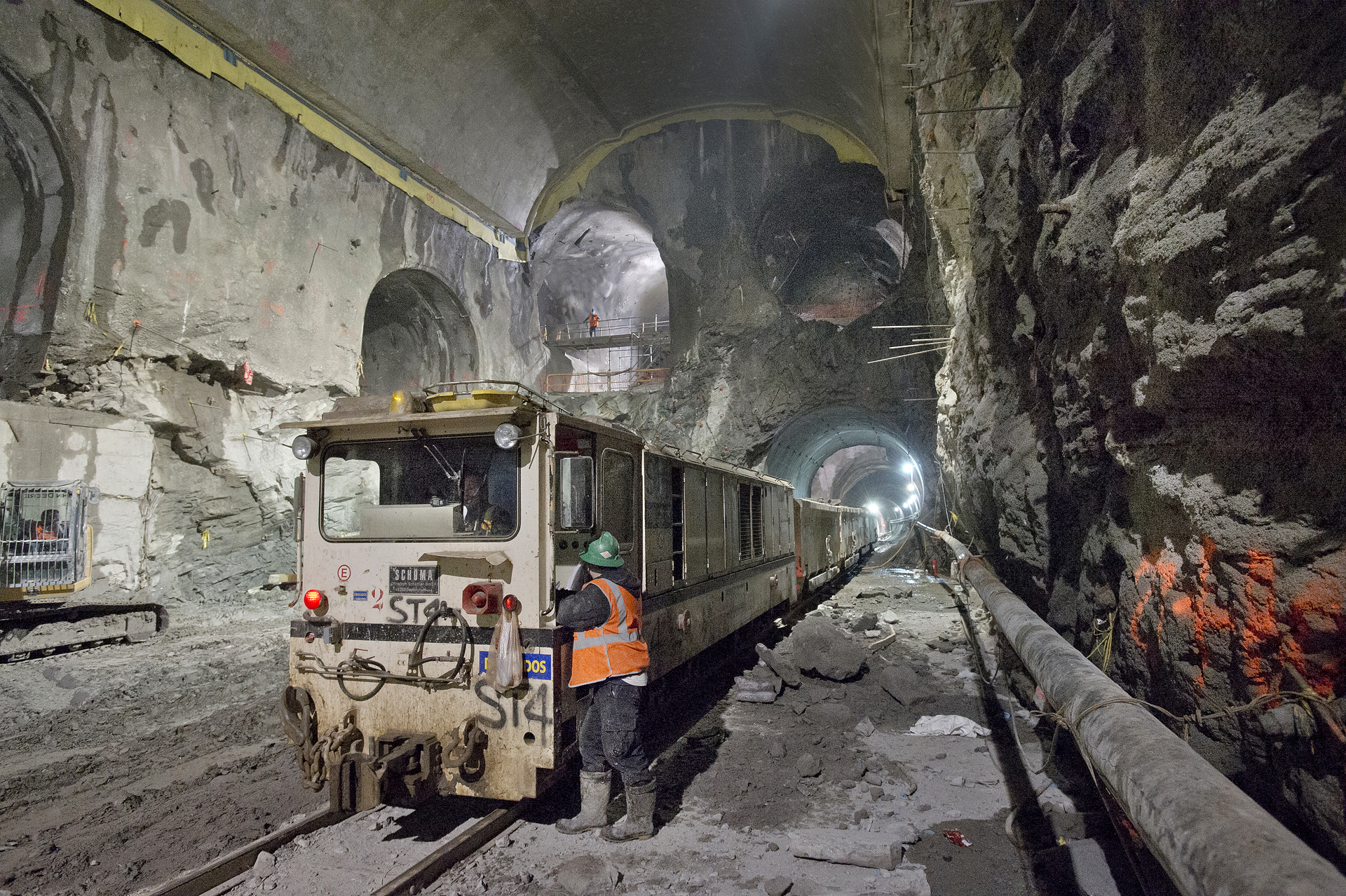
I progressi fatti alla caverna della stazione di Manhattan nel febbraio 2013

L'East Side Access è stato un progetto intrapreso dalla Metropolitan Transportation Authority (MTA) di New York, progettato per portare la Long Island Rail Road (LIRR) in una nuova stazione da costruire integrata al Grand Central Terminal di Manhattan, che è entrata in funzione il 25 gennaio 2023.

## Descrizione
Con un'estensione da Sunnyside a Grand Central, il progetto indirizzerà la Main Line della LIRR attraverso nuovi binari di connessione alla stazione di smistamento di Sunnyside e tramite il livello più basso dell'esistente 63rd Street Tunnel nell'East River. A Manhattan, un nuovo tunnel inizierà alla fine occidentale del 63rd Street Tunnel a Second Avenue, curvando a sud sotto Park Avenue ed entrando in un nuovo terminale LIRR sotto Grand Central.
I piani attuali richiedono a Grand Central un servizio di 24 treni all'ora durante le ore di punta del mattino, con una stima di 162.000 spostamenti da e per Grand Central in un giorno medio feriale. Collegamenti con AirTrain JFK alla stazione LIRR di Jamaica a Jamaica, faciliterà il viaggio all'Aeroporto Internazionale John F. Kennedy dall'East Side di Manhattan.
Una nuova stazione LIRR a Sunnyside fornirà uno sportello di accesso per i residenti della zona di Midtown Manhattan. La stazione dovrebbe stimolare lo sviluppo economico e la crescita a Long Island City.
Il costo stimato del progetto è aumentato da 3 miliardi nel 1998 a 6,3 miliardi di dollari nel 2006 e 8,4 miliardi di dollari nel 2012. Anche se i lavori di costruzione sono in corso, la data di completamento del progetto è stata continuamente posticipata da MTA. Ogni volta che sarebbe dovuta entrare in funzione, la MTA ha spinto indietro la data di completamento più volte, l'ultima volta è stata fissata al mese di agosto 2019. Con questa nuova data di completamento e l'aumento dei costi del 30% a $ 8,4 miliardi, l'ispettore generale statunitense vuole effettuare una revisione contabile sul progetto.
Il progetto è destinato a far aumentare il carico di passeggeri sul già sovraffollato linea IRT Lexington Avenue, l'unica linea della metropolitana East Side, e sulle linee di superficie autobus sul lato est. Il progetto ha, pertanto, concentrato l'attenzione sulla lunga e ritardata Second Avenue Subway lungo l'East Side, che è di nuovo in fase di costruzione e si prevede che per alleviare la pressione sul pendolarismo nord/sud. Allo stesso tempo, il progetto consentirà di ridurre il carico della mattina, nelle ore di punta in direzione nord sulla linea E della metropolitana di New York in servizio tra la stazione di Pennsylvania e Midtown East.

## Storia

### Origini
La costruzione della linea presso Grand Central iniziò nel novembre 1969 come il livello più basso di un progetto di costruire la linea 63rd Street della metropolitana di New York. Dopo un lungo ritardo causato dal collasso fiscale di New York del 1970, la 63rd Street Subway e il tunnel LIRR sono stati completati per quanto riguarda la 21st Street in Long Island City, nel Queens. Tra il 1995 e il 2001, la 63rd Street Subway è stata collegata alla linea IND Queens Boulevard, e il tunnel LIRR è stato esteso sotto la 41st Avenue nel Queens al lato ovest di Northern Boulevard.
L'estremità occidentale di questo tunnel sedeva sotto Second Avenue sulla 63rd Street.

### Costruzione

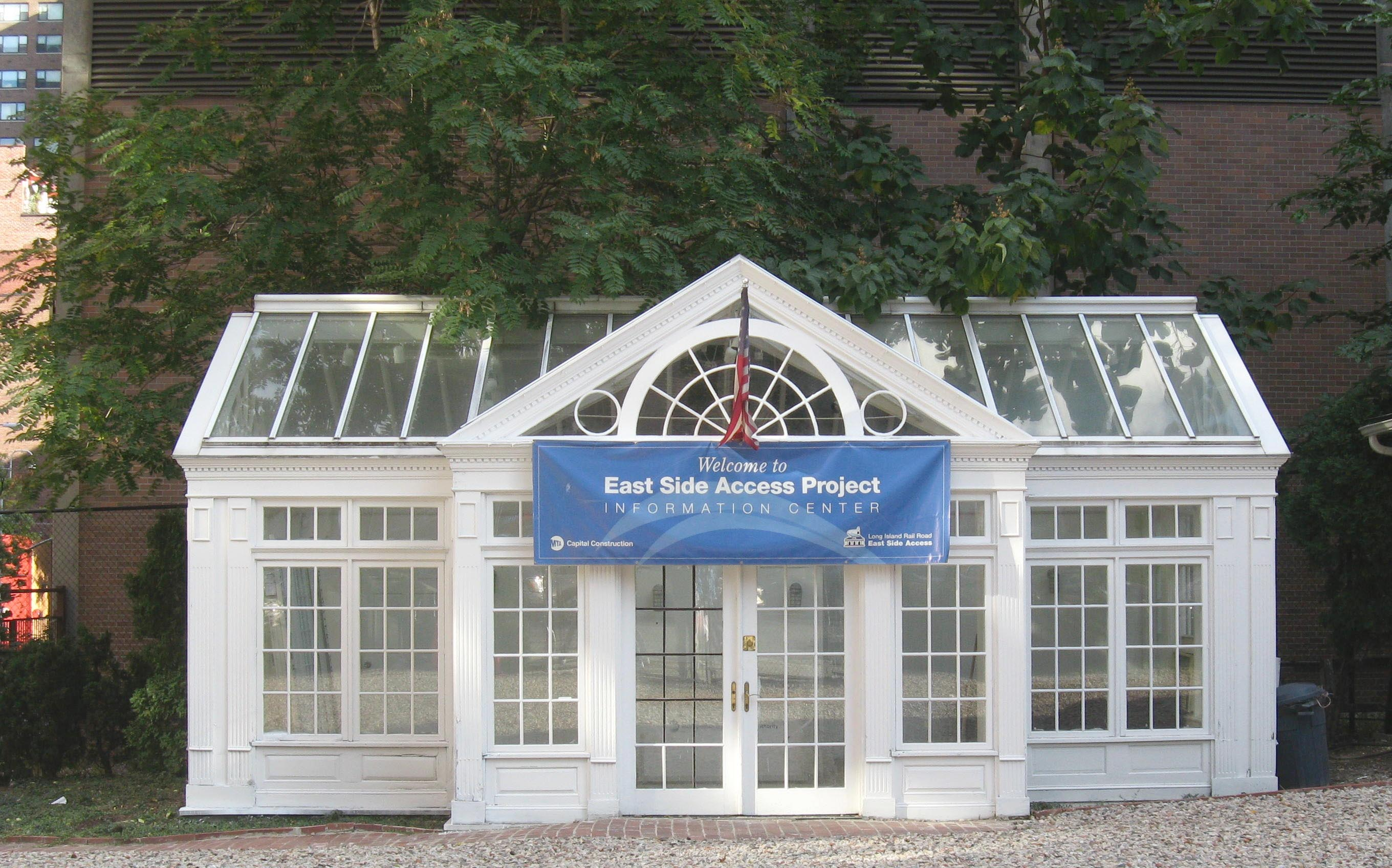
Centro d'informazioni sul progetto in questione

Il progetto rappresenta lo sforzo di costruzione per completare la linea fino a Grand Central. Dopo che gli elettori di New York hanno approvato un prestito obbligazionario per fornire fondi statali per il progetto, il governo federale si è impegnato a fornire 2,6 miliardi di dollari per aiutare a costruire il progetto con la firma di un accordo di sovvenzione di finanziamento completo nel dicembre 2006.
Il contratto di costruzione di un tunnel di due chilometri a ovest e sud Manhattan dal livello latente più basso del tunnel ferroviario della 63rd Street alla nuova stazione sotto Grand Central, è stato assegnato il 13 luglio 2006, a Dragados/Judlau, una joint venture americano-spagnola (la società americana si trova a College Point. Il premio totale del contratto è 430 milioni di dollari e si stanno usando due grandi apparecchiature per forare di proprietà della società spagnola.
La società Dragados/Judlau ha creato una camera per il posizionamento della tunnel boring machine sotto Second Avenue presso la 63rd Street, usando il metodo di trivellare e quindi esplodere (dall'inglese drill-and-blast), poi ogni macchina da 640 tonnellate è stata assemblata e posata nel proprio cantiere. La prima tunnel boring machine (TBM, una fresa meccanica a piena sezione) è stato collocata verso ovest e verso sud dal tunnel alla 63rd Street nel settembre 2007 e ha raggiunto Grand Central nel luglio 2008. La seconda macchina ha iniziato la perforazione del tunnel parallelo nel dicembre 2007 e ha completato la galleria presso la 37th Street il 30 settembre 2008. Geocomp Corporation è stato assunto per monitorare la macchina, usando una batteria di strumenti per registrare le vibrazioni, l'assestamento del suolo e l'inclinazione subita dalla TBM. Gli strumenti includono clinometri, estensimetri, sismometri, pozzi di osservazione, metri di inclinazione e stazioni motorizzate completamente automatizzate. Il passo successivo nella costruzione è quello di portare fuori la TBM dalle gallerie e gettare sul posto sezioni in calcestruzzo messe per creare il rivestimento. Ogni tunnel misura 7 m di diametro e porterà treni da 43 m sotto il livello della strada. Le TBM scavano una media di 15 m al giorno. Connessioni trasversali tra i tunnel sono stati creati a Park Avenue, tra la 49th Street e la 51 Street, tramite trivellazioni ed esplosioni controllate, i lavori sono iniziati a metà luglio 2008 e dovrebbero richiedere dai sei agli otto mesi per essere completati.
A partire da giugno 2011, otto stazioni scavate sotto Grand Central, dove i treni arriveranno alle piattaforme, sono state concluse, ma i lavori di scavo della stazione erano ancora in corso.

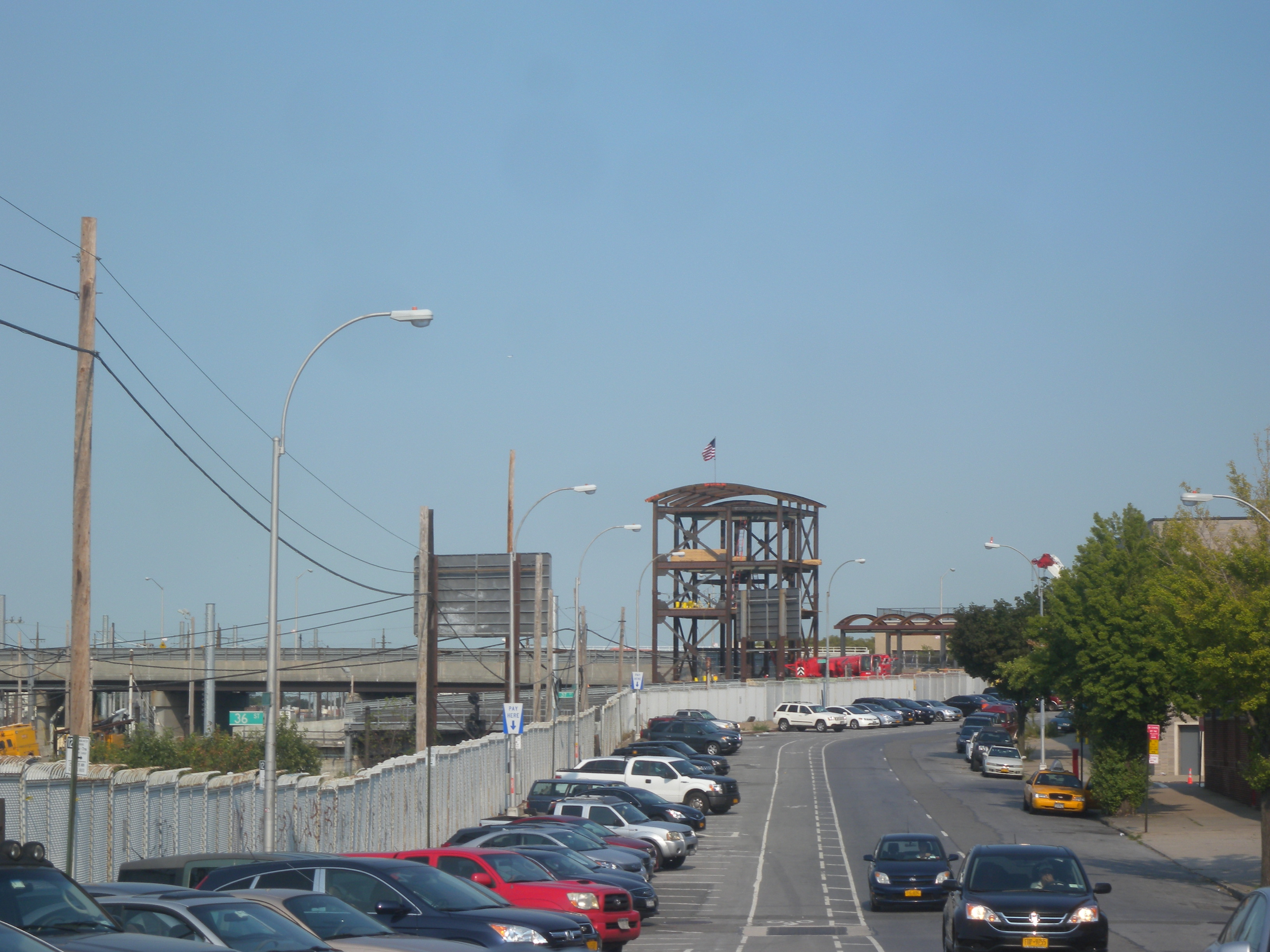
Uscita di emergenza in costruzione a Sunnyside

Nel Queens, la società di costruzione Pile sta costruendo un progetto da 83 milioni di dollari a cielo aperto e un ponte, che sta estendendo i binari sotto Northern Boulevard in Sunnyside, e sta creando una zona che serve sia la camera di lancio per il foro del tunnel del Queens, che collega la linea 63rd Street ai rami principali LIRR, e un impianto di interblocchi e di uscita d'emergenza e di ventilazione.
Perini Corporation si è aggiudicata un contratto da 161 milioni di dollari per riconfigurare l'interblocco di Harold, aumentando la sua capacità di accogliere treni legati di Grand Central e di accettare nuovi binari per permettere ai treni di entrare nei cantieri di stoccaggio. Il 15 febbraio 2008, l'MTA ha assegnato a Dragados/Judlau un contratto di 499.000 dollari per scavare la stazione LIRR e i binari nelle caverne del triangolo di regresso. In data 10 settembre 2009, l'MTA ha premiato alla società contraente Yonkers un contratto da 40.760 dollari per demolire un edificio sulla 44th Street e costruire un impianto di ventilazione e l'ingresso della stazione. Il 28 settembre 2009, l'MTA ha assegnato alla Granito-Traylor-Frontiere Joint Venture un contratto da 659 milioni di dollari per impiegare due TBM da 500 tonnellate ciascuna per creare i tunnel che collegano la linea principale LIRR e il ramo Port Washington al tunnel sotto la 41st Avenue (63rd Street Tunnel). Quattro gallerie, con le fodere di elementi prefabbricati in calcestruzzo, misureranno tre chilometri di lunghezza totale. Nel marzo 2011, l'MTA ha annunciato che queste due TBM inizieranno a scavare nell'aprile 2011.
Il 22 dicembre 2011, un passo in avanti è stato fatto nel Tunnel A, una delle quattro unità. In seguito, il 25 luglio 2012 tutti i tunnel del Queens sono stati completati.

## Controversie
Date le dimensioni massicce del progetto, il piano ha suscitato preoccupazioni e opposizione. Nel 2005, ad esempio, le imprese e persino il Cardinale Edward Egan della Chiesa cattolica, hanno iniziato ad esprimere la loro preoccupazione per il processo di perforazione. Egan, in particolare, era preoccupato per l'impatto sulla Cattedrale di San Patrizio, che si affaccia sulla Quinta Strada. Il progetto si propone di essere una presa d'aria posta a sud della 50th Street e ad est di Madison Avenue. Il contratto per l'impianto di aerazione sulla 50th Street è stato assegnato alla fine del 2011, e a partire da maggio 2012 la costruzione dello sfiato era in corso.